# Wilhelm Nienstädt
Wilhelm Nienstädt (* 16. Oktober 1784 in Geitelde (heute Braunschweig); † 28. April 1862 in Wolfenbüttel) war ein preußischer Prinzenerzieher und Schriftsteller.

## Leben
Der Sohn einer Pastorenfamilie studierte Theologie in Helmstedt und Göttingen. Bereits 1806 publizierte Nienstädt in der von Heinrich von Kleist und Adam Heinrich Müller herausgegebenen Zeitschrift Phöbus einen Aufsatz mit dem Titel Von der didaktischen Poesie.
Nach der Promotion unternahm er zunächst eine zweijährige Bildungsreise (vermutlich Italien) und arbeitete anschließend als Hauslehrer in verschiedenen adligen Familien, unter anderem beim Grafen Häseler und im Hause des Grafen von Voß. Auf Empfehlung des nachmaligen preußischen Außenministers Ancillon wird Nienstädt im Sommer 1815 zum Erzieher des preußischen Prinzen Albrecht, Sohn Friedrich Wilhelm III. ernannt.
Damit beginnt für Nienstädt auch die produktivste Zeit als Schriftsteller, die etwa zehn Jahre andauert. 1816 erscheint die romantische Komödie Ein Zaubertag, 1819 die zweibändige kritische kulturgeschichtliche Abhandlung Versuch einer Darstellung unsrer Zeit (anonym erschienen) und 1820 die Gedichte vermischten Inhalts, ein Werk, das neben zahlreichen romantisierenden Gedichten und Balladen auch ein Dramenfragment und das Epos Olint und Elvire enthält.
1822 wird Nienstädt zum geheimen Hofrat ernannt. Kurze Zeit später aber wird er – ehrenhaft und mit Zusicherung einer Pension – aus dem Dienst entlassen. 1826 veröffentlicht Nienstädt den sieben Dramen umfassenden Zyklus Die Hohenstaufen und das Drama Karl V. 1829 verlegt er seinen Wohnsitz von Berlin in das bei Braunschweig gelegene Hallendorf und heiratet die Pastorentochter Johanna Henriette Augusta Pauli. Ob er sich in den verbleibenden dreiunddreißig Jahren seines Lebens abermals schriftstellerisch betätigte oder ein öffentliches Amt bekleidete, ist nicht bekannt.

## Bedeutung
Nienstädts von Fichte inspirierter Kulturpessimismus macht einen Kontinuitätsbruch zu Beginn der Neuzeit aus, der durch die Erfindung der Buchdruckerei, durch die Reformation, durch die Erfindung des Schießpulvers und durch die Entdeckung Amerikas hervorgerufen wurde. Zwar lobt er die Entdogmatisierung der Religion und ein aufkeimendes demokratisches Selbstbewusstsein, verurteilt aber Konkurrenz und Gewinnstreben, politischen Machtpoker, Entfremdung und Individualismus. Die Aufklärung, deren Ergebnisse er in Teilen schätzt, habe dazu beigetragen, dass Liebe und Tradition ersetzt worden seien durch ein Denken in kalten Begriffen. Nienstädt war ein Anhänger der preußischen Monarchie und lehnte die französische Revolution aufs Schärfste ab.
Von seinen Werken haben lediglich die von Friedrich von Raumer inspirierten Hohenstaufen-Dramen einen gewissen Nachhall in der Geschichtsdramatik der folgenden Jahre und Jahrzehnte erfahren.

## Werke
- Ein Zaubertag. Romantische Komödie. Duncker & Humblot 1816.
- Gedichte vermischten Inhalts. Duncker & Humblot, Berlin 1820.
- Karl der Fünfte. Tragödie in vier Akten. Brockhaus, Leipzig 1820. (Digitalisat)
- Versuch einer Darstellung unsrer Zeit. Duncker & Humblot, Berlin, 1819. (Digitalisat Band 1), (Band 2)
- Die Hohenstaufen. Cyklisches Drama in 7 Abtheilungen. Barth, Leipzig 1826.
  - 1. Waiblinger und Welfen. Historisches Drama. Barth, Leipzig 1826.
  - 2. Friedrich der Erste. Romantisches Drama. Barth, Leipzig 1826.
  - 3. Heinrich der Sechste. Romantisches Schauspiel. Barth, Leipzig 1826.
  - 4. Die Befreiung. Schauspiel. Barth, Leipzig 1826.
  - 5. Friedrich der Zweite. Tragödie. Barth, Leipzig 1826.
  - 6. Conrad der Vierte. Romantisches Trauerspiel. Barth, Leipzig 1826.
  - 7. Conradin. Trauerspiel. Barth, Leipzig 1826.
- Karl der Fünfte. Tragödie in 4 Akten. Brockhaus, Leipzig 1826.